# Eutrepsia prumnides
Eutrepsia prumnides är en fjärilsart som beskrevs av Druce 1895. Eutrepsia prumnides ingår i släktet Eutrepsia och familjen mätare. Inga underarter finns listade i Catalogue of Life.